# Pokémon
Pokémon (Nhật: ポケモン Hepburn: Pokemon) (tiếng Anh: /ˈpoʊkɪˌmɒn, -ki-, -keɪ-/), tên đầy đủ là Pocket Monsters (Nhật: ポケットモンスター Hepburn: Poketto Monsutā, n.đ. 'Quái vật bỏ túi'), là thương hiệu nhượng quyền truyền thông được quản lý bởi The Pokémon Company, một tập đoàn Nhật Bản giữa Nintendo, Game Freak và Creatures. Bản quyền nhượng quyền được chia sẻ bởi cả ba công ty, nhưng Nintendo là chủ sở hữu duy nhất của nhãn hiệu này. Nhượng quyền được tạo bởi Satoshi Tajiri vào năm 1999, và tập trung vào các sinh vật hư cấu gọi là "Pokémon", mà con người, được gọi là Pokémon Trainers (Tiếng Việt gọi là Những nhà huấn luyện Pokémon), bắt và huấn luyện để chiến đấu với nhau để chơi thể thao. Khẩu hiệu tiếng Anh cho nhượng quyền thương mại là "Gotta Catch 'Em All". Các tác phẩm trong thương hiệu
nhượng quyền thương mại được đặt trong vũ trụ Pokémon.
Nhượng quyền bắt đầu từ Pokémon Red and Green (sau này được phát hành bên ngoài Nhật Bản với tên Pokémon Red và Blue), một cặp trò chơi video cho Game Boy được phát triển bởi Game Freak và được Nintendo phát hành vào tháng 2 năm 1996. Sau đó trở thành phương tiện truyền thông nhượng quyền được chuyển thể thành nhiều phương tiện truyền thông khác nhau. Pokémon đã trở thành thương hiệu nhượng quyền truyền thông có doanh thu cao nhất mọi thời đại, Các loạt video game là thương hiệu trò chơi bán chạy thứ hai (sau nhượng quyền Mario của Nintendo)  với hơn 340 triệu bản được bán  và 1 tỷ lượt tải xuống trên điện thoại di động, và có một loạt phim hoạt hình truyền hình anime ăn khách đã trở thành loạt phim chuyển thể từ trò chơi video thành công nhất với hơn 20 mùa và 1.000 tập tại 169 quốc gia. 
Ngoài ra, Pokémon nhượng quyền thương mại là thương hiệu đồ chơi bán chạy thế giới, trò chơi thẻ bài bán chạy với hơn 27,2 tỷ thẻ được bán, một loạt bộ phim hoạt hình, một bộ phim hành động trực tiếp, sách, truyện tranh, âm nhạc, hàng hóa, và một công viên chủ đề. Nhượng quyền thương mại cũng được thể hiện trong môi trường trò chơi Nintendo khác, chẳng hạn như Super Smash Bros.
Vào tháng 11 năm 2005, 4Kids Entertainment, công ty đã quản lý việc cấp phép cho Pokémon không liên quan đến trò chơi, đã thông báo rằng họ đã đồng ý không gia hạn thỏa thuận đại diện Pokémon. The Pokémon Company International giám sát tất cả các giấy phép Pokémon ngoài Châu Á. Thương hiệu nhượng quyền thương mại đã tổ chức kỷ niệm 10 năm thành lập vào năm 2006. Trong năm 2016, The Pokémon Company đã kỷ niệm 20 năm thương hiệu Pokémon bằng cách phát sóng quảng cáo trong Super Bowl 50 vào tháng Giêng, phát hành lại Pokémon Red và Blue năm 1998 và Game Boy trò chơi Pokémon Yellow khi tải xuống cho Nintendo 3DS vào tháng 2 và thiết kế lại cách chơi trong trò chơi. Trò chơi thực tế tăng cường di động Pokémon Go đã được phát hành vào tháng 7. Trò chơi được phát hành gần đây nhất trong sê-ri chính, Pokémon: Let's Go, Pikachu! and Let's Go, Eevee!, được phát hành trên toàn thế giới trên Nintendo Switch vào ngày 16 tháng 11 năm 2018. Bộ phim hành động trực tiếp đầu tiên trong nhượng quyền thương mại, Pokémon: Thám tử Pikachu, dựa trên trò chơi Thám tử Pikachu ra mắt vào năm 2016, được công chiếu vào năm 2019. Các trò chơi mới nhất trong loạt thương hiệu chính, Pokémon Sword và Shield, được bán phát hành trên toàn thế giới trên Nintendo Switch từ 15 tháng 11 năm 2019.

## Tên gọi
Pokémon là tên gọi rút ngắn phiên âm của từ ngữ tiếng Nhật Pocket Monsters (ポケットモンスター Poketto Monsutā, nghĩa là "Quái vật bỏ túi"). Thuật ngữ "Pokémon", ngoài việc đề cập đến các sản phẩm nhượng quyền thương mại Pokémon thì cũng là tên gọi chung cho 1010 loài vật hư cấu đã xuất hiện trong những sản phẩm đa phương tiện của Pokémon tính đến khi phát hành tựa game thế hệ thứ tám Pokémon Sword và Shield.
Tại Việt Nam, ngoài tên chính thức, Pokémon cũng được gọi bằng tên tiếng Việt không chính thức là Bảo bối Thần kỳ.

## Khái niệm
Giám đốc điều hành Tajiri Satoshi bắt đầu có những ý tưởng đầu tiên về Pokémon, dù với nhiều khái niệm và tên gọi khác, khoảng năm 1989, khi hệ máy Game Boy được phát hành. Khái niệm về một vũ trụ Pokémon, trong cả những trò chơi điện tử lẫn nói chung thế giới hư cấu của Pokémon, bắt nguồn từ sở thích thu thập côn trùng, một thú vui ông Satoshi rất thích khi còn là một đứa trẻ. Người chơi được hóa thân thành những huấn luyện viên Pokémon và có ba mục tiêu chính: hoàn thành Pokédex của khu vực bằng cách thu phục tất cả những loài Pokémon được tìm thấy ở vùng đất hư cấu nơi trò chơi diễn ra, hoàn thành Pokédex Quốc gia bằng cách chuyển các Pokémon từ vùng khác đến, và huấn luyện một đội các Pokémon hùng mạnh từ những Pokémon mà người chơi đã thu phục được để chiến đấu với các đội của những huần luyện viên khác và rồi chiến thắng giải đấu Liên Minh Pokémon và trở thành Nhà vô địch của vùng. Những chủ đề thu phục, huấn luyện và chiến đấu xuất hiện gần ở gần như tất cả các phiên bản của thương hiệu nhượng quyền, bao gồm cả trò chơi điện tử, anime các loạt manga, và Pokémon Trading Card Game.
Gần như trong cả chiều dài lịch sử của vũ trụ Pokémon, một Huấn luyện viên khi đụng độ với các Pokémon hoang dã sẽ có khả năng bắt và thu phục Pokémon đó bằng cách ném vào nó một thiết bị chuyên dụng được sản xuất hàng loạt hình cầu được gọi là Poké Ball. Nếu Pokémon đó không có khả năng thoát khỏi sự chế ngự của quả Poké Ball hoặc không có ý muốn chống cự lại, nó được coi là đã thuộc quyền sở hữu của Huấn luyện viên đó. Kể từ đó, nó sẽ tuân theo mọi mệnh lệnh nhận được từ Huấn luyện viên, trừ khi người đó thể hiện sự thiếu kinh nghiệm, lúc đó Pokémon sẽ tự hành động theo ý nó. Huấn luyện viên có thể gửi ra bất kỳ Pokémon nào của mình để tham gia vào một cuộc đấu không sát sinh với những Pokémon của đội khác; nếu Pokémon là Pokémon hoang dã, Huấn luyện viên có thể thu phục nó bằng Poké Ball để thêm vào bộ sưu tập sinh vật của mình. Trong Pokémon Go, và trong Pokémon: Let's Go, Pikachu! và Let's Go, Eevee!, Pokémon hoang dã mà người chơi đụng độ có thể được thu phục bằng Poké Ball, nhưng thường không thể đấu nhau. Pokémon đã được thu phục bởi một Huấn luyện viên khác không thể bị thu phục lại, trừ một số trường hợp đặc biệt trong một số tựa game phụ. Nếu một Pokémon đánh bại hoàn toàn đối thủ trong một trận đấu và đối thủ bị hạ ("ngất"), Pokémon thắng cuộc sẽ nhận được điểm kinh nghiệm và có thể lên cấp. Từ trò chơi Pokémon X và Y trở đi, người chơi cũng nhận được điểm kinh nghiệp khi thu phục Pokémon vào trong Poké Balls. Khi lên cấp, chỉ số năng lực chiến đấu của Pokémon ("chỉ số", ví dụ như "Tấn công" và "Tốc độ") được tăng lên. Tại một số cấp nhất định, Pokémon có khả năng học được các chiêu thức mới để dùng trong các trận đấu. Thêm nữa, một số loài Pokémon có thể trải qua một dạng biến thái hoàn toàn và thay đổi thành một loài mới tương tự nhưng mạnh hơn, quá trình này được gọi là tiến hóa; tiến hóa tự phát dưới một số điều kiện khác nhau, và cũng là một chủ đề trọng tâm của thương hiệu. Một số loài Pokémon trải qua tối đa hai lần tiến hóa, trong khi đó một số loài chỉ trải qua tối đa một lần, và một số loài còn hoàn toàn không trải qua tiến hóa. Ví dụ Pokémon Pichu có thể tiến hóa thành Pikachu, rồi Pikachu có thể tiến hóa thành Raichu, sau đó thì không còn dạng tiến hóa nào hơn nữa. Pokémon X và Y giới thiệu một khái niệm tiến hóa mới, "Tiến hóa Mega" hay "Siêu tiến hóa", khi đó một số Pokémon đã hoàn toàn tiến hóa có thể tạm thời trải qua một lần tiến hóa nữa để trở thành một dạng mạnh hơn với mục đích chiến đấu; loại tiến hóa này được coi là một trường hợp đặc biệt, và không như tiến hóa thông thường, nó chỉ là tạm thời và có thể đảo ngược.
Trong các tựa trò chơi chính, chế độ một người chơi của mỗi trò chơi yêu cầu Huấn luyện viên phải huấn luyện một đội Pokémon để có thể đánh bại các nhân vật không phải người chơi (NPC) và Pokémon của họ. Mỗi trò chơi đưa ra một hướng đi gần như tuyến tính qua một khu vực cụ thể nằm trong thế giới Pokémon để người chơi có thể khám phá, hoàn thành các sự kiện và chiến đấu xuyên suốt cuộc hành trình (bao gồm ngăn chặn kế hoạch của những tổ chức xấu xa gồm những Huấn luyện viên Pokémon đóng vai trò kẻ phản diện của người chơi). Trừ Pokémon Sun và Moon và Pokémon Ultra Sun và Ultra Moon, các trò chơi có tám Huấn luyện viên quyền lực, được nhắc đến như là những Thủ lĩnh Nhà thi đấu, người chơi phải đánh bại được các nhân vật này để có thể tiến triển tiếp. Khi chiến thắng, người chơi sẽ nhận được những Huy hiệu Nhà thi đấu như là phần thưởng, và một khi thu thập đủ tám Huy hiệu, Huấn luyện viên sẽ có thể thách đấu giải Liên minh Pokémon của vùng, nơi bốn Huấn luyện viên tài năng (gọi chung là "Tứ Đại Thiên Vương") thách đấu người chơi bốn trận liên tiếp. Nếu vượt qua được thử thách này, họ phải thách đấu Nhà vô dịch của vùng, Huấn luyện viên bậc thầy. Huấn luyện viên nào chiến thắng trận đấu cuối cùng này sẽ trở thành Nhà vô địch mới.

## Trò chơi điện tử

### Thế hệ

Một trận chiến với kình địch giữa Fushigidane (Bulbasaur) và Hitokage (Charmander) trong Pokémon Red và Blue.

Tất cả những tài sản được đăng ký dưới thương hiệu Pokémon và được quản lý bởi The Pokémon Company International được chia thành các thế hệ. Những thế hệ này được chia theo thời điểm phát hành; mỗi vài năm, khi một phần tiếp theo của trò chơi nhập vai (RPG) năm 1996 Pokémon Red và Green được phát hành bao gồm những loài Pokémon, nhân vật, và khái niệm lối chơi mới, phần tiếp theo đó sẽ được coi là mở đầu của một thế hệ mới của thương hiệu nhượng quyền. Loạt trò chơi Pokémon chính và những phụ bản của chúng, anime, manga, và trò chơi sưu tập thẻ bài đều được cập nhật các thuộc tính mới mỗi khi một thế hệ mới bắt đầu. Một số Pokémon từ những thế hệ mới hơn có thể xuất hiện trong những tập anime, phim hàng tháng, có khi hàng năm trước khi thế hệ của chúng được phát hành. Thế hệ đầu tiên bắt đầu tại Nhật Bản với Pokémon Red và Green trên hệ máy Game Boy. Tính đến năm 2020, hiện có tám thế hệ, với trò chơi mới nhất Pokémon Sword và Shield bắt đầu thế hệ VIII và cũng là thế hệ hiện tại khi được phát hành trên toàn cầu cho hệ máy Nintendo Switch vào ngày 15 tháng 11 năm 2019. Tuy nhiên, thắng 1 vừa qua thì đã có bản pokemon Legends: Arceus. Nó cũng có thể coi là một bản mới của Pokemon.

## Trên các phương tiện khác

### Anime

Pocket Monsters viết tắt là Pokémon, hay còn được biết đến như là Pokémon the Series với khán giả phương Tây từ năm 2013, là loạt anime truyền hình dựa trên loạt trò chơi điện tử Pokémon. Nó được phát sóng lần đầu trên TV Tokyo vào năm 1997. Tính đến tháng 3 năm 2020, bộ anime đã sản xuất và phát sóng hơn 1.100 tập, được chia thành 7 sê-ri tại Nhật Bản và 22 mùa trên toàn thế giới. Đây cũng là một trong những bộ anime dài nhất từng và đang được sản xuất.
Bộ anime xoay quanh hành trình của nhân vật chính Satoshi (Ash Ketchum ở phiên bản tiếng Anh), một Huấn luyện viên với mong muốn và đang trong quá trình tập luyện để trở thành một bậc thầy Pokémon, khi cậu và nhóm bạn du ngoạn thế giới cũng với những cộng sự Pokémon của họ.
Vài cuốn sách thiếu nhi, được gọi chung là Pokémon Junior, cũng dựa trên anime.
Bộ anime bày phần với tên gọi Pokémon: Twilight Wings bắt đầu được phát sóng trên YouTube trong năm 2020. Bộ anime được hoạt họa bởi Studio Colorido.

### Phim điện ảnh
Tính đến thời điểm hiện tại, có tổng cộng 23 bộ phim hoạt hình Pokémon chiếu rạp (một bộ phim đang trong quá trình sản xuất để ra mắt vào tháng 7 năm 2020), được đạo diễn bởi Yuyama Kunihiko và Yajima Tetsuo, và được phân phối tại Nhật Bản bởi Toho tử năm 1998. Bộ đôi hai bộ phim Pokémon: Victini và anh hùng bóng tối Zekrom và Victini và anh hùng ánh sáng Reshiram được coi là một bộ phim. Các món đồ sưu tập, như là các thẻ bài quảng bá, cũng được phát hành cùng các bộ phim. Từ bộ phim thứ 20, mạch phim đã được tách ra khỏi anime. Tại Việt Nam, từ năm 2016 phim được chính thức công chiếu trên các hệ thống chiếu rạp cả nước. Một số phim cũng được phát trên HTV3 trong năm 2018.

#### Phim người đóng
Phim live-action của Pokémon được đạo diễn bởi Rob Letterman, sản xuất bởi Legendary Entertainment, và được phân phối tại Nhật Bản bởi Toho và trên thị trường quốc tế bởi Warner Bros. Nó dựa trên trò chơi phụ bản năm 2018 trên hệ máy Nintendo 3DS tên Detective Pikachu. Bộ phim bắt đầu bấm máy vào tháng 1 năm 2018, và vào ngày 24 tháng 8, tựa phim chính thức được công bố là Pokémon: Thám tử Pikachu (Pokémon Detective Pikachu). Bộ phim được phát hành vào ngày 10 tháng 5 năm 2019.

### Soundtracks
Các đĩa CD Pokémon đã được phát hành ở Bắc Mỹ, một số trong số chúng kết hợp với các bản phát hành điển ảnh của ba bộ phim Pokémon đầu tiên và thứ 20. Những bản phát hành này trở nên phổ biến cho đến cuối năm 2001. Vào ngày 27 tháng 3 năm 2007, một đĩa CD kỷ niệm mười năm được phát hành có chứa 18 bản nhạc từ bản lồng tiếng Anh; đây là bản phát hành tiếng Anh đầu tiên trong hơn năm năm. Nhạc phim của các bộ phim Pokémon đã được phát hành tại Nhật Bản mỗi năm cùng với các bản phim điện ảnh. Vào năm 2017, một album nhạc phim có âm nhạc từ các phiên bản Bắc Mỹ từ 17 đến 20 phim đã được phát hành.
| Năm                       | Tiêu đề                                                             |
| ------------------------- | ------------------------------------------------------------------- |
| Ngày 29 tháng 6 năm 1999  | Pokémon 2.B.A. Master                                               |
| Ngày 9 tháng 11 năm 1999  | Pokémon: The First Movie                                            |
| Ngày 8 tháng 2 năm 2000   | Pokémon World                                                       |
| Ngày 9 tháng 5 năm 2000   | Pokémon: The First Movie Original Motion Picture Score              |
| Ngày 18 tháng 7 năm 2000  | Pokémon: The Movie 2000                                             |
| Không biết1               | Pokémon: The Movie 2000 Original Motion Picture Score               |
| Ngày 23 tháng 1 năm 2001  | Totally Pokémon                                                     |
| Ngày 3 tháng 4 năm 2001   | Pokémon 3: The Ultimate Soundtrack                                  |
| Ngày 9 tháng 10 năm 2001  | Pokémon Christmas Bash                                              |
| Ngày 27 tháng 3 năm 2007  | Pokémon X: Ten Years of Pokémon                                     |
| Ngày 12 tháng 11 năm 2013 | Pokémon X & Pokémon Y: Super Music Collection                       |
| Ngày 10 tháng 12 năm 2013 | Pokémon FireRed & Pokémon LeafGreen: Super Music Collection         |
| Ngày 14 tháng 1 năm 2014  | Pokémon HeartGold & Pokémon SoulSilver: Super Music Collection      |
| Ngày 11 tháng 2 năm 2014  | Pokémon Ruby & Pokémon Sapphire: Super Music Collection             |
| Ngày 11 tháng 3 năm 2014  | Pokémon Diamond & Pokémon Pearl: Super Music Collection             |
| Ngày 8 tháng 4 năm 2014   | Pokémon Black & Pokémon White: Super Music Collection               |
| Ngày 13 tháng 5 năm 2014  | Pokémon Black 2 & Pokémon White 2: Super Music Collection           |
| Ngày 21 tháng 12 năm 2014 | Pokémon Omega Ruby & Pokémon Alpha Sapphire: Super Music Collection |
| Ngày 27 tháng 4 năm 2016  | Pokémon Red and Green Super Music Collection                        |
| Ngày 30 tháng 11 năm 2016 | Pokémon Sun & Pokémon Moon: Super Music Collection                  |
| Ngày 23 tháng 12 năm 2017 | Pokémon Movie Music Collection2                                     |

^  Ngày phát hành chính xác vẫn chưa được biết.
^  Có nhạc từ Pokémon: Diancie và chiếc kén hủy diệt, Pokémon: Chiếc vòng ánh sáng của siêu ma thần Hoopa, Pokémon XY&Z: Volkenion và Magiana siêu máy móc, và Pokémon the Movie 20: Tớ chọn cậu

### Pokémon Trading Card Game

Pokémon Trading Card Game (TCG) là một trò chơi thẻ sưu tập với mục tiêu tương tự như một trận đấu Pokémon trong loạt trò chơi chính. Người chơi sử dụng những thẻ bài Pokémon, với những sức mạnh và yếu điểm riêng, cố gắng chiến thắng đối thủ bằng cách "đánh bại" thẻ bài Pokémon của họ. Trò chơi được phân phối ở Bắc Mỹ bởi Wizards of the Coast vào năm 1999. Với sự phát hành của trò chơi Pokémon Ruby và Sapphire trên máy Game Boy Advance, Pokémon Company thu hồi những thẻ bài từ Wizards of the Coast và bắt đầu từ mình phân phối những thẻ bài. Gói mở rộng Expedition giới thiệu Pokémon-e Trading Card Game, nới những thẻ bài (phần lớn) tương thích với Nintendo e-Reader. Nintendo ngưng sản xuất những thẻ bài tương thích với e-Reader khi phát hành FireRed và LeafGreen. Năm 1998, Nintendo phiên bản Game Boy Color của trò chơi thẻ bài tại Nhật Bản; Pokémon Trading Card Game lần lượt được phát hành tại Mỹ và châu Âu vào năm 2000. Trò chơi bao gồm những thẻ bài phiên bản kỹ thuật số từ bộ nguyên bản và hai gói mở rộng đầu tiên (Jungle and Fossil), cũng như là một số thẻ bài độc quyền cho trò chơi. Phần tiếp theo được phát hành tại Nhật Bản vào năm 2001.

### Manga
Có nhiều manga dựa trên Pokémon, bốn trong số đó được phát hành bản tiếng Anh bởi Viz Media, và bảy trong số đó được phát hành bởi Chuang Yi. Những bộ manga từ dựa trên trò chơi đến anime rồi cả Trading Card Game. Bản cốt truyện gốc cũng đã được phát hành. Vì nhiều bộ khác nhau được xuất bản bởi các tác giả khác nhau, hầu hết các bộ manga Pokémon có những khác biệt riêng với nhau và kể cả anime. Pokémon Pocket Monsters và Pokémon Adventures là hai bộ manga vẫn tiếp diễn từ thế hệ đầu tiên. Tại Việt Nam, bộ truyện Pokémon Special được phát hành bởi Nhà xuất bản Kim Đồng trong thập niên 2000, nhưng đến tập 12 thì ngừng xuất bản, vì vướng mắc các vấn đề về việc chưa có đơn vị quản lý bản quyền về Pokémon. Đến năm 2015, bộ truyện được Nhà xuất bản Kim Đồng phát hành trở lại với tên manga được phát hành là "Pokemon đặc biệt". Đồng thời các tên nhân vật, Pokémon và chiêu thức được phía The Pokémon Company cung cấp để tạo nên sự thống nhất cho thị trường Việt Nam.
Danh sách các manga Pokémon
- Pokémon: The Electric Tale of Pikachu (Dengeki Pikachu), một shōnen manga của Ono Toshihiro. Nó được chia thành bốn tankōbon. Bộ truyện dựa theo anime.
- Pokémon Đặc biệt (Pocket Monsters SPECIAL) bởi Kusaka Hidenori (cốt truyện), Mato (cựu diễn họa), và Yamamoto Satoshi (hiện diễn họa), bộ manga nổi tiếng nhất, dựa theo trò chơi. Nội dung xoay quanh những Huấn luyện viên Pokémon được gọi là "Người giữ Pokédex" (Pokédex holders).
- Magical Pokémon Journey (Pocket Monsters PiPiPi ★ Adventures), một shōjo manga
- Pikachu Meets the Press (truyện trên báo)
- Ash & Pikachu (Satoshi to Pikachu)
- Pokémon Gold & Silver
- Pokémon Ruby-Sapphire và Pokémon Pocket Monsters
- Pokémon: Jirachi Wish Maker
- Pokémon: Destiny Deoxys
- Pokémon: Lucario and the Mystery of Mew (chuyển thể từ phim lần thứ ba)
- Pokémon Ranger and the Temple of the Sea[49] (chuyển thể từ phim lần thứ tư)
- Pokémon Diamond and Pearl Adventure!
- Pokémon Adventures: Diamond and Pearl / Platinum[50]
- Pokémon: The Rise of Darkrai'[51] (chuyển thể từ phim lần thứ năm)
- Pokémon: Giratina and the Sky Warrior[52] (chuyển thể từ phim lần thứ sáu)
- Pokémon: Arceus and the Jewel of Life[53] (chuyển thể từ phim lần thứ bảy)
- Pokémon: Zoroark: Master of Illusions[54] (chuyển thể từ phim lần thứ tám)
- Pokémon The Movie: White: Victini and Zekrom[55] (chuyển thể từ phim lần thứ chín)
- Pokémon Black and White[56][57][58][59][60][61][62]
- Pokémon: Cuộc phiêu lưu của Pippi bởi Anakubo Kosaku, bộ Pokémon manga đầu tiên. Một bộ manga tấu hài, với một Huấn luyện viên Pokémon tên Red, con Pippi (Clefairy) thô lỗ của cậu, và một con Pikachu.
- Pokémon Card ni Natta Wake (How I Became a Pokémon Card) bởi Himeno Kagemaru, một họa sĩ Trading Card Game. Bao gồm sáu tập và mỗi tập bao gồm một thẻ bài quảng bá đặc biệt. Bộ truyện nói về nghệ thuật ẩn sau những thẻ bài của Kagemaru.
- Pokémon Get aa ze! bởi Asada Miho
- Pocket Monsters Chamo-Chamo ★ Pretty ♪ bởi Tsukirino Yumi, cũng là tác giả Magical Pokémon Journey.
- Pokémon Card Master
- Pocket Monsters Emerald Chōsen!! Battle Frontier bởi Shigekatsu Ihara
- Pocket Monsters Zensho bởi Nakamura Satomi

### Cờ tỉ phú
Một board game Monopoly phong cách Pokémon đã được phát hành vào tháng 8 năm 2014.

## Chỉ trích và tranh cãi

### Vấn đề đạo đức và tín ngưỡng tôn giáo
Pokémon đã bị chỉ trích bởi một số tín đồ Thiên Chúa giáo chính thống vì vấn đề nhận thức về thần bí học và chủ đề bạo lực, cũng như ý tưởng "sự tiến hóa của Pokémon" khiến họ cảm thấy như thương hiệu đang đi ngược lại với lời tường thuật Kinh thánh về sự sáng tạo trong sách Sáng Thế. Sat2000, một trạm vệ tinh truyền hình ở Thành Va-ti-can, đã phản bác lại rằng trò Pokémon Trading Card Game và các trò chơi điện tử "chứa đầy trí tưởng tượng sáng tạo" và không có "tác động phụ gây hại đến đạo đức". Ở Vương quốc Anh, trò chơi "Christian Power Cards" được giới thiệu vào năm 1999 bởi David Tate, anh nói rằng, "Một số người không hài lòng với Pokémon và muốn một sự thay thế, một số khác thì lại muốn những trò chơi Thiên Chúa." Trò chơi tương tự như trò Pokémon Trading Card Game nhưng sử dụng những hình tượng trong Kinh thánh.
Năm 1999, Nintendo ngừng sản xuất phiên bản tiếng Nhật của thẻ bài "Koga's Ninja Trick" vì nó mô tả chữ Vạn, một biểu tượng truyền thống của Phật giáo không hề mang ý nghĩa tiêu cực. Nhóm đấu tranh về quyền dân sự và chính trị Do Thái Liên minh phản phỉ báng phàn nàn vì biểu tượng là phiên bản đảo ngược của swastika, một biểu tượng của Quốc xã. Lá bài dự kiến chỉ được bán ở Nhật Bản, nhưng sự nổi tiếng của Pokémon đã dẫn đến sự nhập khẩu các sản phẩm vào thị trường Mỹ với sự cho phép của Nintendo. Liên minh phản phỉ báng cũng đã hiểu việc sử dụng biểu tượng không có chủ đích xúc phạm và cũng ghi nhận sự nhạy cảm của Nintendo khi loại bỏ sản phẩm.
Năm 1999, hai bé trai chín tuổi từ Merrick, New York đã kiện Nintendo vì các em cho rằng trò chơi Pokémon Trading Card Game gây nên chứng nghiện cờ bạc cho bản thân mình.
Năm 2001, Ả Rập Xê Út cấm trò chơiPokémon và trò chơi thẻ bài, cáo buộc thương hiệu quảng bá chủ nghĩa phục quốc Do Thái bằng cách sử dụng Ngôi sao David trong trò chơi thẻ bài cũng như các biểu tượng tôn giáo khác như chữ thập có liên hệ với Thiên Chúa giáo và tam giác có liên hệ với Hội Tam Điểm; trò chơi cũng có liên quan đến đánh bạc, điều này vi phạm vào đạo giáo của Hồi giáo.
Pokémon cũng đã từng bị cáo buộc quảng bá chủ nghĩa vật chất.

### Ngược đãi động vật
Năm 2012, PETA chỉ trích ý tưởng của Pokémon là ngược đãi động vật. PETA so sánh ý tưởng của thương hiệu, là bắt những sinh vật và buộc chúng phải đánh nhau, với chọi gà, chọi chó và rạp xiếc, những sự kiện thường bị chỉ trích vì ngược đai động vật. PETA đã phát hành một tựa game nhái theo Pokémon trong đó các Pokémon chiến đấu với Huấn luyện viên của mình để giành lấy sự tự do. PETA củng cố lại sự phản đối của mình vào năm 2016 cùng với sự phát hành của Pokémon Go, quảng bá với hashtag #GottaFreeThemAll.

### Sức khỏe
Ngày 16 tháng 12 năm 1997, hơn 635 trẻ em Nhật Bản phải nhập viện vì xuất hiện cơn động kinh. Nguyên nhân của cơn động kinh được xác định là do một tập phim của Pokémon tên "Dennō Senshi Porygon", (thường được dịch là "Chiến binh Máy tính Porygon", mùa 1, tập 38); chính vì thế, cho đến nay tập phim này vẫn chưa được chiếu lại. Trong tập phim cụ thể này, một cảnh phim có xảy ra một vụ nổ với ánh sáng đỏ và xanh lam nhấp nháy liên tục. Một nghiên cứu sau đó chỉ ra rằng những ánh sáng nhấp nháy trong phân cảnh đó đã gây nên cơn động kinh ở một số trẻ, kể cả khi trẻ đó không có tiền sử mắc động kinh. Tai nạn này đã được lấy làm nguồn cảm hứng cho nhiều video chế liên quan đến chủ đề Pokémon, và bị giễu nhại trong tập phim "Thirty Minutes over Tokyo" của The Simpsons và tập phim "Chinpokomon" của South Park, và hàng loạt các bộ phim khác.

### Monster in My Pocket
Vào tháng 3 năm 2000, Morrison Entertainment Group, một công ty sản xuất đồ chơi tại Manhattan Beach, California, đã kiện Nintendo vì cho rằng Pokémon xâm phạm các nhân vật của Monster in My Pocket. Thẩm phán đã đưa ra phán quyết rằng không có sự xâm phạm nào và Morrison kháng cáo. Vào ngày 4 tháng 2 năm 2003, Tòa án Phúc thẩm Liên bang Hoa Kỳ Khu vực 9the U.S. Court of Appeals for the Ninth Circuit khẳng định quyết định bác bỏ đơn kiện của Tòa án Huyện.

### Pokémon Go

Chỉ trong vòng hai ngày sau khi phát hành, Pokémon Go đã làm dấy lên lo ngại về sự an toàn trong cộng đồng người chơi. Nhiều người bị chấn thương nhẹ vì bị ngã khi chơi trò chơi do mất tập trung.
Nhiều sở cảnh sát ở các quốc gia khác nhau đã đưa ra những cảnh báo về vấn nạn mất tập trung khi lái xe, khi sang đường, và bị những tên tội phạm nhắm đến khi không để ý xung quanh. Nhiều người đã dính những chấn thương các cấp độ từ những tai nạn liên quan đến trò chơi, và người chơi ở Bosna cũng được cảnh báo rằng hãy tránh xa những bãi mìn sót lại từ chiến tranh Bosnia những năm 1990. Ngày 20 tháng 7 năm 2016, Một cậu bé 18 tuổi ở Chiquimula, Guatemala đã bị bắn và giết khi chơi trò chơi vào tối muộn. Đây là trường hợp tử vong đầu tiên được báo cáo có liên quan đến ứng dụng. Người em họ 17 tuổi của cậu bé, cũng đi cùng nạn nhân vào lúc đó, đã bị bắn vào chân. Cảnh sát suy luận rằng hung thủ đã sử dụng khả năng dùng GPS của ứng dụng để tìm hai cậu bé.

## Tầm ảnh hưởng trong văn hóa

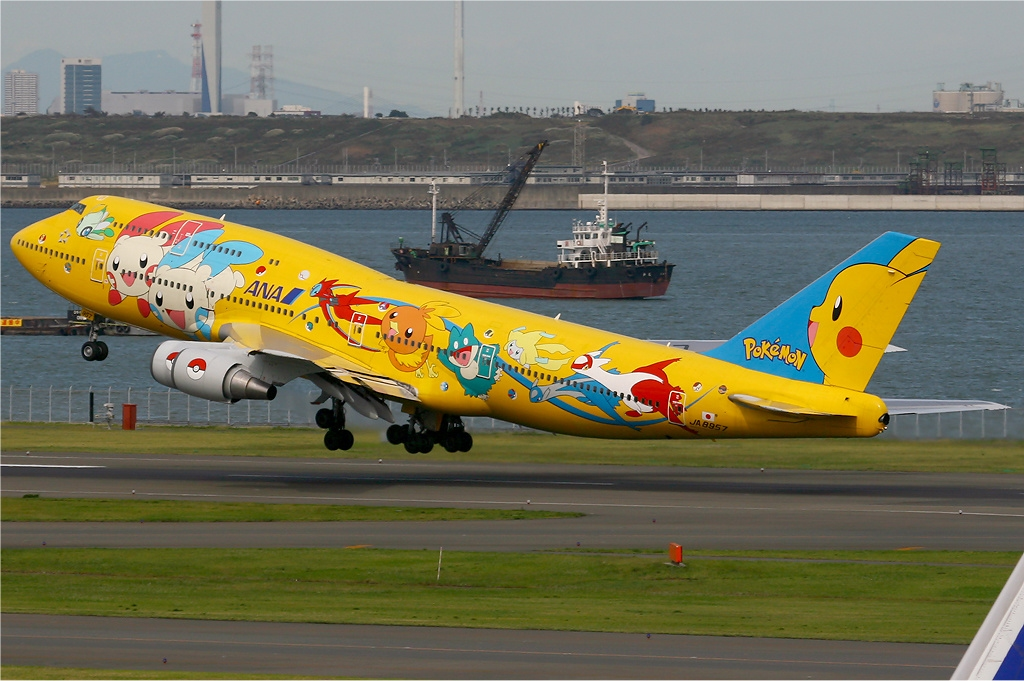
Chiếc Boeing 747-400 của hãng All Nippon Airways trong "lớp áo" Pokémon, được gọi là Pokémon Jet.

Pokémon, là một thương hiệu nổi tiếng toàn cầu, đã để lại những dấu ấn lớn trong văn hóa đại chúng ngày nay. Nhiều loài Pokémon đã trở thành biểu tượng; ví dụ như hai quả bóng bay hình Pikachu trong cuộc Diễu hành Ngày Lễ tạ ơn Macy's, những chiếc máy bay vận hành bởi All Nippon Airways, những mặt hàng, và công viên du lịch giải trí được mở tại Nagoya, Japan năm 2005 và tại Đài Bắc năm 2006 với chủ đề Pokémon. Pokémon còn xuất hiện trên bìa tạp chí Hoa Kỳ Time vào năm 1999. Bộ phim Drawn Together của kênh Comedy Central có một nhân vật mang tên Ling-Ling, là một nhân vật chế từ Pikachu. Một vài chương trình khác như The Simpsons, South Park và Robot Chicken đã nhắc đến và giễu nhại Pokémon, cùng với nhiều chương trình khác. Pokémon cũng đã xuất hiện trên I Love the '90s: Part Deux của VH1. Một chương trình người đóng dựa trên bộ anime tên Pokémon Live! đã đi tour vòng quanh Hoa Kỳ cuối năm 2000. Jim Butcher nói rằng Pokémon là một trong những nguồn cảm hứng của bộ tiểu thuyết Codex Alera.
Pokémon còn để lại những dấu ấn trong lĩnh vực khoa học. Bao gồm những loài động vật được đặt tên theo Pokémon, như Stentorceps weedlei (được đặt tên theo Pokémon Weedle vì sự tương đồng về ngoại hình) và Chilicola Charizard Monckton (được đặt tên theo Pokémon Charizard). Ngoài ra còn có một protein được đặt tên theo Pikachu, được gọi là Pikachurin.
Vào tháng 11 năm 2001, Nintendo mở một cửa hàng được gọi là Pokémon Center tại New York, trong Rockefeller Center, được tạo hình dựa theo hai cửa hàng Pokémon Center khác ở Tokyo và Osaka và được đặt tên theo một loại tòa nhà trong loạt trò chơi. Pokémon Centers là một tòa nhà giả tưởng, nơi các Huấn luyện viên sẽ mang Pokémon bị thương của mình đến để chữa trị sau những chận chiến đấu. Cửa hàng bán những mặt hàng Pokémon trong hai tầng, bao gồm áo và Pokémon nhồi bông. Cửa hàng còn có một Máy Phân Phối Pokémon (Pokémon Distributing Machine) để người chơi có thể đặt trò chơi của mình vào và nhận những quả trứng Pokémon đang được phân phát tại thời điểm đó. Bên cạnh đó còn có những bàn đấu thẻ bải để người chơi có thể thách đấu nhau hoặc thách đấu nhân viên những trận Pokémon Trading Card Game. Sau đó cửa hàng đã đóng cửa được thay thế bởi Nintendo World Store vào ngày 14 tháng 5 năm 2005. Bốn ki-ốt Pokémon Center đã được mở cửa ở các trung tâm thương mại nằm trong khu vực Seattle. Cửa hàng Pokémon Center trực tuyến được tái mở cửa vào ngày 6 tháng 8 năm 2014.

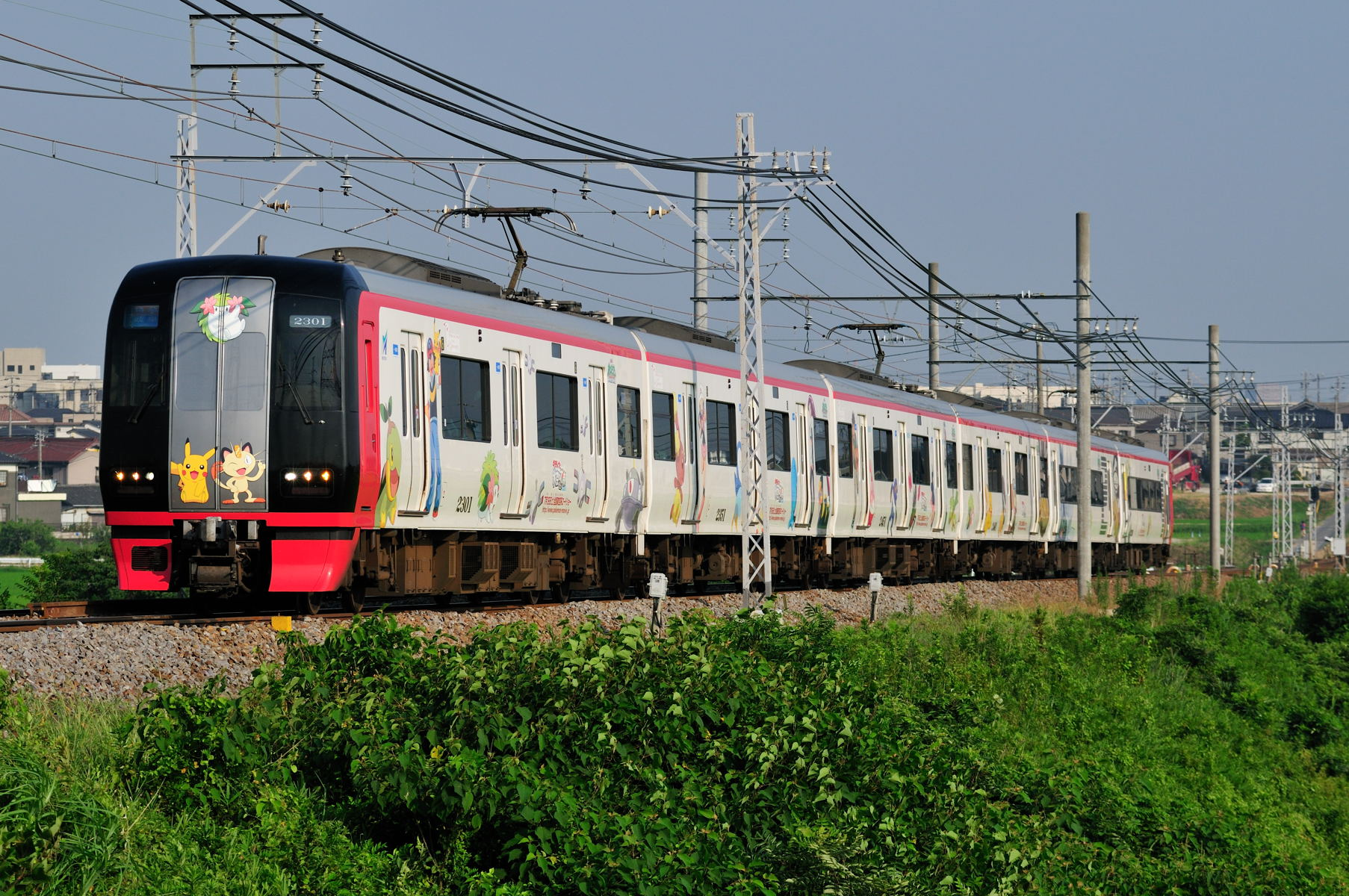
Đoàn tàu Meitetsu Giratina & Shaymin dòng 2200.

Tiến sĩ giáo dục Joseph Tobin đưa ra giả thuyết rằng thương hiệu có thể đạt được sự thành công thế này là do danh sách dài những cái tên dễ thuộc và dễ nhớ. Vũ trụ giàu tính giả tưởng dễ dàng tạo ra những cuộc tranh luận luận và thể hiện mức độ hiểu biết. Tên của những sinh vật này thường có liên kết với những đặc tính của chúng, điều đó kết hợp với niềm tin của trẻ em rằng những cái tên có sức mạnh biểu tượng. Trẻ em có thể lựa chọn Pokémon ưa thích của chúng và khẳng định cá tính của bản thân, đồng thời vẫn khẳng định sự phù hợp với giá trị của một nhóm, nhưng vẫn có thể phân biệt bản thân với những cá nhân khác bằng cách khẳng định chúng thích hay không tích cái gì ở mỗi phần. Pokémon nhận được sự nổi tiếng vì nó cho thấy những yếu tố cá nhân trong một cộng đồng lớn, và mất đi sự nổi tiếng đó khi các khách hàng của thương hiệu dần nhận ra rằng cộng đồng này quá lớn và tìm kiếm những cộng đồng có sự phân loại rõ ràng hơn.

Đoàn tàu Shinkansen dòng E3 trong lớp áo Pokémon.

Trong suốt lịch sử hình thành và phát triển của mình, Pokémon được coi là đối thủ của thương hiệu Digimon ra mắt cùng thời điểm. Được miêu tả là "Cái 'mon' khác" bởi Juan Castro của IGN, Digimon không nhận được sử nổi tiếng quốc tế hay thành công như Pokémon, những vẫn duy trì được một lượng fan trung thành. Lucas M. Thomas của IGN nói rằng Pokémon là "sự so sánh và cạnh tranh không ngừng nghỉ" của Digimon, và kết luận rằng sự thành công của Pokémon là do cơ chế tiến hóa đơn giản của nó, trái ngược với Digivolution. Hai thương hiệu đã được một số nguồn lưu ý về sự tương đồng trong ý tưởng và phong cách, ví dụ như GameZone. Một cuộc tranh luận giữa fan hai bên đó là thương hiệu nào có trước. Thực ra, sản phẩm đa phương tiện đầu tiên của Pokémon, Pokémon Red vàGreen, được phát hành vào ngày 27 tháng 2 năm 1996; trong khi đó thú nuôi ảo Digimon được phát hành vào ngày 26 tháng 6 năm 1997.

### Công đồng fan
Trong khi đối tượng mà Pokémon hướng đến là trẻ em, những người mua Pokémon Omega Ruby và Alpha Sapphire sớm nhất lại là những người ở độ tuổi 20. Nhiều fan đã là người lớn đã từng chơi trò chơi khi còn nhỏ và sau đó quay trở lại.
Có nhiều fansite dành riêng cho Pokémon, bao gồm Bulbapedia, một bách khoa toàn thư dạng wiki, và Serebii, một website tin tức và thông tin. Nhiều cộng đồng fan lớn cũng có mặt ở những nền tảng khác nhau, ví dụ như subreddit r/pokemon với hơn 2,2 triệu người theo dõi.